# Pristimantis pugnax
Pristimantis pugnax es una especie de anfibio anuro de la familia Craugastoridae.

## Distribución
Esta especie habita entre los 1 660 y 2 540 m de altitud en la vertiente oriental de la Cordillera Oriental:
- en Ecuador en las provincias de Napo y Sucumbíos;
- en Colombia en los departamentos de Putumayo y Caquetá.[4]

## Descripción
Las hembras miden 30.8 mm y los machos 22.1 mm.

## Publicación original
- Lynch, 1973 : A new species of Eleutherodactylus (Amphibia: Leptodactylidae) from Andean Ecuador. Bulletin of the Southern California Academy of Sciences, vol. 72, n.º 2, p. 107-109[5]